# Segunda División de España 1958-59
La temporada 1958–59 de la Segunda División de España de fútbol corresponde a la 28ª edición del campeonato y se disputó entre el 14 de septiembre de 1958 y el 19 de abril de 1959 en su fase regular. Posteriormente se disputaron las promociones de ascenso y permanencia entre el 10 de mayo y el 5 de julio.
Los campeones de Segunda División fueron el Real Valladolid y el Elche CF.

## Sistema de competición
La Segunda División de España 1958/59 fue organizada por la Federación Española de Fútbol (RFEF).
El campeonato contó con la participación de 32 clubes divididos en dos grupos de 16 equipos cada uno, agrupándose por criterios de proximidad geográfica, y se disputó siguiendo un sistema de liga, de modo que los 16 equipos de cada grupo se enfrentaron entre sí, todos contra todos en dos ocasiones -una en campo propio y otra en campo contrario- sumando un total de 30 jornadas. El orden de los encuentros se decidió por sorteo antes de empezar la competición.
Los primeros clasificados de cada grupo ascendieron directamente a Primera División, mientras que los segundos clasificados disputaron la fase de ascenso ante el decimotercero y decimocuarto clasificado de la máxima categoría en eliminatorias directas a doble partido.
Los dos últimos clasificados de cada grupo descendieron directamente a Tercera División, mientras que los decimoterceros y decimocuartos clasificados jugaron la promoción de permanencia ante los cuatro mejores subcampeones de ascenso de Tercera División en eliminatorias directas a doble partido.

## Clubes participantes
| Datos de ascensos y descensos con respecto a la temporada anterior |
| --- |
| Real Valladolid y Real Jaén CF descienden de Primera División. Real Oviedo CF y Real Betis ascienden a Primera División. CD Alcoyano, Alicante CF, Caudal Deportivo, Cultural Leonesa, SD Eibar, Jerez CD, CP La Felguera y RC Recreativo de Huelva descienden a Tercera División. Club Atlético Almería, Club Baracaldo Altos Hornos, Elche CF y Real Unión de Irún ascienden a Segunda División. |

### Grupo I
| Equipo                                     | Ciudad     | Estadio              |
| ------------------------------------------ | ---------- | -------------------- |
| Real Avilés Club de Fútbol                 | Avilés     | La Exposición        |
| Club Baracaldo Altos Hornos                | Baracaldo  | Lasesarre            |
| Club Deportivo Basconia                    | Basauri    | Pedro López Cortázar |
| Club Deportivo Condal                      | Barcelona  | Les Corts            |
| Deportivo Alavés                           | Vitoria    | Mendizorroza         |
| Real Club Deportivo de La Coruña           | La Coruña  | Riazor               |
| Club Ferrol                                | Ferrol     | Manuel Rivera        |
| Gerona Club de Fútbol                      | Gerona     | Vista Alegre         |
| Sociedad Deportiva Indauchu                | Bilbao     | Garellano            |
| Agrupación Deportiva Rayo Vallecano        | Madrid     | Vallecas             |
| Real Unión Club de Irún                    | Irún       | Stadium Gal          |
| Centro de Deportes Sabadell Club de Fútbol | Sabadell   | Cruz Alta            |
| Real Santander Sociedad Deportiva          | Santander  | El Sardinero         |
| Club Sestao                                | Sestao     | Las Llanas           |
| Club Deportivo Tarrasa                     | Tarrasa    | Obispo Irurita       |
| Real Valladolid Deportivo                  | Valladolid | José Zorrilla        |

### Grupo II
| Equipo                          | Ciudad                 | Estadio                    |
| ------------------------------- | ---------------------- | -------------------------- |
| Club Atlético Almería           | Almería                | La Falange                 |
| Club Atlético de Ceuta          | Ceuta                  | Alfonso Murube             |
| Club Deportivo Badajoz          | Badajoz                | El Vivero                  |
| Cádiz Club de Fútbol            | Cádiz                  | Ramón de Carranza          |
| Córdoba Club de Fútbol          | Córdoba                | El Arcángel                |
| Elche Club de Fútbol            | Elche                  | Altabix                    |
| Club Deportivo Eldense          | Elda                   | El Parque                  |
| Club de Fútbol Extremadura      | Almendralejo           | Francisco de la Hera       |
| Hércules Club de Fútbol         | Alicante               | La Viña                    |
| Real Jaén Club de Fútbol        | Jaén                   | La Victoria                |
| Levante Unión Deportiva         | Valencia               | Vallejo                    |
| Club Deportivo Málaga           | Málaga                 | La Rosaleda                |
| Club Real Murcia                | Murcia                 | La Condomina               |
| Agrupación Deportiva Plus Ultra | Madrid                 | Velódromo de Ciudad Lineal |
| Club Deportivo San Fernando     | San Fernando           | Marqués de Varela          |
| Club Deportivo Tenerife         | Santa Cruz de Tenerife | Heliodoro Rodríguez López  |

## Resultados y clasificaciones

### Grupo I

#### Clasificación
| Pos. | Equipo                       | Pts. | PJ | G  | E | P  | GF | GC | Dif. | Clasificación                     |
| ---- | ---------------------------- | ---- | -- | -- | - | -- | -- | -- | ---- | --------------------------------- |
| 1    | Real Valladolid (C, A)       | 40   | 30 | 19 | 2 | 9  | 70 | 38 | +32  | Ascenso a Primera División        |
| 2    | C. D. Sabadell C. F.         | 39   | 30 | 16 | 7 | 7  | 55 | 35 | +20  | Acceso a Promoción de ascenso     |
| 3    | S. D. Indauchu               | 35   | 30 | 14 | 7 | 9  | 46 | 35 | +11  |                                   |
| 4    | C. D. Condal                 | 32   | 30 | 14 | 4 | 12 | 51 | 41 | +10  |                                   |
| 5    | C. D. Basconia               | 32   | 30 | 12 | 8 | 10 | 37 | 43 | −6   |                                   |
| 6    | C. D. Baracaldo Altos Hornos | 31   | 30 | 12 | 7 | 11 | 38 | 36 | +2   |                                   |
| 7    | R. C. Deportivo La Coruña    | 30   | 30 | 13 | 4 | 13 | 54 | 49 | +5   |                                   |
| 8    | Club Sestao                  | 30   | 30 | 11 | 8 | 11 | 41 | 36 | +5   |                                   |
| 9    | Real Santander S. D.         | 30   | 30 | 13 | 4 | 13 | 39 | 35 | +4   |                                   |
| 10   | Club Ferrol                  | 27   | 30 | 11 | 5 | 14 | 43 | 47 | −4   |                                   |
| 11   | Real Avilés C. F.            | 27   | 30 | 11 | 5 | 14 | 40 | 43 | −3   |                                   |
| 12   | C. D. Tarrasa                | 27   | 30 | 12 | 3 | 15 | 40 | 56 | −16  |                                   |
| 13   | Deportivo Alavés             | 27   | 30 | 10 | 7 | 13 | 34 | 43 | −9   | Acceso a Promoción de permanencia |
| 14   | A. D. Rayo Vallecano         | 26   | 30 | 11 | 4 | 15 | 39 | 46 | −7   | Acceso a Promoción de permanencia |
| 15   | Gerona C. F. (D)             | 25   | 30 | 11 | 3 | 16 | 43 | 64 | −21  | Descenso a Tercera División       |
| 16   | Real Unión de Irún (D)       | 22   | 30 | 8  | 6 | 16 | 34 | 57 | −23  | Descenso a Tercera División       |

 Fuente: BDFutbol
Criterios de clasificación: Puntos · Diferencia de goles · Goles a favor · Play-off

#### Resultados
| Local \ Visitante            | ALV | AVI | BAR | BAS | CON | DEP | FER | GER | IND | RAY | RSA | RUN | SAB | SES | TAR | VLD |
| ---------------------------- | --- | --- | --- | --- | --- | --- | --- | --- | --- | --- | --- | --- | --- | --- | --- | --- |
| Deportivo Alavés             | —   | 1–1 | 0–0 | 1–0 | 3–2 | 0–3 | 2–0 | 1–0 | 2–1 | 4–0 | 1–1 | 0–0 | 1–0 | 0–1 | 2–0 | 3–1 |
| Real Avilés C. F.            | 2–1 | —   | 2–0 | 1–1 | 1–0 | 5–1 | 1–2 | 2–0 | 2–0 | 2–1 | 1–2 | 6–1 | 1–0 | 1–6 | 3–0 | 0–0 |
| C. D. Baracaldo Altos Hornos | 2–0 | 3–0 | —   | 1–1 | 0–0 | 3–0 | 3–1 | 0–4 | 1–0 | 1–3 | 2–1 | 1–2 | 3–0 | 0–0 | 1–0 | 3–1 |
| C. D. Basconia               | 1–1 | 2–0 | 2–1 | —   | 3–0 | 1–0 | 4–0 | 3–1 | 0–1 | 2–1 | 1–0 | 1–0 | 0–0 | 5–1 | 3–2 | 0–3 |
| C. D. Condal                 | 0–0 | 4–3 | 3–1 | 4–1 | —   | 3–0 | 2–3 | 5–1 | 2–0 | 1–0 | 4–1 | 2–0 | 1–1 | 1–0 | 4–2 | 3–0 |
| R. C. Deportivo La Coruña    | 7–0 | 0–1 | 1–0 | 1–1 | 3–1 | —   | 1–0 | 2–2 | 2–1 | 5–0 | 2–1 | 1–0 | 2–3 | 4–0 | 2–0 | 3–0 |
| Club Ferrol                  | 2–1 | 1–1 | 1–1 | 3–0 | 0–1 | 2–1 | —   | 2–1 | 0–2 | 3–3 | 2–0 | 2–0 | 1–1 | 0–1 | 6–1 | 1–3 |
| Gerona C. F.                 | 2–1 | 2–1 | 0–1 | 2–2 | 2–1 | 3–1 | 2–1 | —   | 2–1 | 3–1 | 2–3 | 0–0 | 0–2 | 2–1 | 3–0 | 1–0 |
| S. D. Indauchu               | 3–1 | 1–0 | 0–0 | 3–0 | 0–2 | 2–1 | 3–2 | 2–1 | —   | 1–0 | 2–2 | 5–1 | 1–1 | 2–2 | 2–0 | 4–2 |
| A. D. Rayo Vallecano         | 2–0 | 0–0 | 5–1 | 0–0 | 1–0 | 2–1 | 0–2 | 7–1 | 0–1 | —   | 0–1 | 4–0 | 2–1 | 2–1 | 0–1 | 2–1 |
| Real Santander S. D.         | 2–0 | 1–0 | 2–1 | 5–0 | 1–0 | 0–1 | 0–1 | 2–1 | 2–2 | 0–0 | —   | 1–0 | 1–3 | 1–0 | 4–2 | 0–1 |
| Real Unión de Irún           | 2–0 | 3–0 | 1–4 | 1–2 | 2–1 | 3–2 | 2–0 | 4–2 | 2–2 | 0–1 | 0–4 | —   | 3–3 | 1–1 | 3–1 | 0–0 |
| C. D. Sabadell C. F.         | 0–3 | 4–2 | 1–1 | 3–0 | 5–1 | 4–2 | 3–1 | 5–0 | 1–0 | 5–0 | 1–0 | 3–1 | —   | 3–0 | 1–0 | 1–0 |
| Club Sestao                  | 1–1 | 2–0 | 0–2 | 1–1 | 3–0 | 2–2 | 0–0 | 3–1 | 0–0 | 3–0 | 1–0 | 2–1 | 4–0 | —   | 2–0 | 1–2 |
| C. D. Tarrasa                | 3–1 | 2–0 | 2–1 | 2–0 | 2–2 | 1–1 | 4–2 | 2–1 | 1–3 | 2–1 | 2–1 | 3–1 | 0–0 | 2–1 | —   | 3–0 |
| Real Valladolid              | 4–3 | 2–1 | 3–0 | 4–0 | 2–1 | 8–2 | 3–2 | 8–1 | 3–1 | 3–1 | 2–0 | 3–0 | 4–0 | 2–1 | 5–0 | —   |

### Grupo II

#### Clasificación
| Pos. | Equipo             | Pts. | PJ | G  | E | P  | GF | GC | Dif. | Clasificación                     |
| ---- | ------------------ | ---- | -- | -- | - | -- | -- | -- | ---- | --------------------------------- |
| 1    | Elche C. F. (C, A) | 40   | 30 | 18 | 4 | 8  | 73 | 38 | +35  | Ascenso a Primera División        |
| 2    | Levante U. D.      | 37   | 30 | 16 | 5 | 9  | 49 | 33 | +16  | Acceso a Promoción de ascenso     |
| 3    | Atlético Almería   | 32   | 30 | 14 | 4 | 12 | 47 | 41 | +6   |                                   |
| 4    | C. D. Tenerife     | 31   | 30 | 12 | 7 | 11 | 34 | 38 | −4   |                                   |
| 5    | C. F. Extremadura  | 30   | 30 | 12 | 6 | 12 | 45 | 47 | −2   |                                   |
| 6    | Real Murcia C. F.  | 30   | 30 | 13 | 4 | 13 | 40 | 38 | +2   |                                   |
| 7    | Cádiz C. F.        | 29   | 30 | 11 | 7 | 12 | 51 | 57 | −6   |                                   |
| 8    | Córdoba C. F.      | 29   | 30 | 11 | 7 | 12 | 58 | 52 | +6   |                                   |
| 9    | Real Jaén C. F.    | 29   | 30 | 12 | 5 | 13 | 47 | 51 | −4   |                                   |
| 10   | A. D. Plus Ultra   | 29   | 30 | 11 | 7 | 12 | 39 | 49 | −10  |                                   |
| 11   | Atlético de Ceuta  | 29   | 30 | 11 | 7 | 12 | 31 | 39 | −8   |                                   |
| 12   | C. D. San Fernando | 29   | 30 | 11 | 7 | 12 | 39 | 43 | −4   |                                   |
| 13   | Hércules C. F. (D) | 28   | 30 | 10 | 8 | 12 | 44 | 51 | −7   | Acceso a Promoción de permanencia |
| 14   | C. D. Badajoz      | 27   | 30 | 9  | 9 | 12 | 44 | 52 | −8   | Acceso a Promoción de permanencia |
| 15   | C. D. Málaga (D)   | 27   | 30 | 9  | 9 | 12 | 44 | 47 | −3   | Descenso a Tercera División       |
| 16   | C. D. Eldense (D)  | 24   | 30 | 8  | 8 | 14 | 46 | 55 | −9   | Descenso a Tercera División       |

 Fuente: BDFutbol
Criterios de clasificación: Puntos · Diferencia de goles · Goles a favor · Play-off

#### Resultados
| Local \ Visitante  | ALM | ATC | BAD | CAD | COR | ELC | ELD | EXT | HER | JAE | LEV | MAL | MUR | PLU | SFE | TEN |
| ------------------ | --- | --- | --- | --- | --- | --- | --- | --- | --- | --- | --- | --- | --- | --- | --- | --- |
| Atlético Almería   | —   | 3–0 | 2–1 | 1–0 | 5–1 | 2–1 | 1–1 | 2–0 | 5–1 | 3–0 | 2–0 | 4–0 | 0–1 | 3–0 | 3–0 | 3–0 |
| Atlético de Ceuta  | 0–1 | —   | 1–1 | 3–1 | 1–0 | 3–1 | 2–0 | 0–0 | 2–1 | 1–0 | 0–0 | 3–0 | 2–1 | 0–1 | 0–0 | 2–0 |
| C. D. Badajoz      | 2–2 | 1–1 | —   | 2–0 | 1–1 | 2–1 | 2–0 | 0–1 | 5–1 | 2–1 | 2–2 | 4–1 | 2–0 | 2–3 | 0–0 | 1–2 |
| Cádiz C. F.        | 1–0 | 3–0 | 4–2 | —   | 4–1 | 3–0 | 2–2 | 2–0 | 4–0 | 1–2 | 2–2 | 2–2 | 0–0 | 4–0 | 2–1 | 1–2 |
| Córdoba C. F.      | 5–0 | 1–2 | 3–0 | 5–1 | —   | 0–2 | 4–1 | 1–0 | 2–2 | 3–0 | 5–0 | 3–3 | 4–2 | 3–0 | 4–0 | 3–1 |
| Elche C. F.        | 2–0 | 6–0 | 4–3 | 6–0 | 5–0 | —   | 3–1 | 4–1 | 2–0 | 4–1 | 0–1 | 1–1 | 2–1 | 4–0 | 3–2 | 3–1 |
| C. D. Eldense      | 3–1 | 0–3 | 7–0 | 2–2 | 2–0 | 1–4 | —   | 7–2 | 2–0 | 5–1 | 1–1 | 0–0 | 0–2 | 1–2 | 4–0 | 1–1 |
| C. F. Extremadura  | 4–1 | 3–2 | 1–1 | 4–1 | 3–1 | 1–1 | 5–0 | —   | 1–1 | 0–0 | 3–1 | 1–3 | 4–1 | 2–1 | 2–0 | 3–1 |
| Hércules C. F.     | 1–1 | 1–0 | 2–1 | 5–1 | 1–1 | 1–1 | 1–1 | 5–1 | —   | 1–0 | 0–2 | 4–1 | 2–1 | 3–1 | 3–0 | 4–2 |
| Real Jaén C. F.    | 2–0 | 3–0 | 0–1 | 2–3 | 1–1 | 4–4 | 5–1 | 1–0 | 2–1 | —   | 2–1 | 6–3 | 3–1 | 2–0 | 5–1 | 1–0 |
| Levante U. D.      | 4–1 | 0–0 | 2–0 | 5–2 | 4–1 | 2–0 | 3–0 | 1–0 | 4–0 | 4–1 | —   | 1–0 | 3–0 | 1–0 | 1–0 | 1–0 |
| C. D. Málaga       | 2–0 | 4–2 | 0–3 | 0–0 | 4–1 | 2–3 | 1–2 | 2–2 | 3–0 | 2–0 | 2–0 | —   | 0–1 | 0–0 | 3–0 | 3–0 |
| Real Murcia C. F.  | 5–0 | 3–0 | 4–0 | 1–2 | 2–1 | 0–2 | 1–0 | 2–0 | 1–0 | 3–1 | 1–0 | 1–1 | —   | 2–0 | 2–2 | 0–0 |
| A. D. Plus Ultra   | 2–1 | 3–1 | 2–2 | 3–2 | 2–2 | 2–0 | 2–0 | 0–1 | 0–0 | 1–1 | 3–1 | 1–1 | 3–1 | —   | 4–0 | 1–1 |
| C. D. San Fernando | 2–0 | 0–0 | 3–0 | 1–1 | 2–0 | 3–1 | 0–0 | 3–0 | 2–2 | 4–0 | 3–1 | 1–0 | 2–0 | 5–1 | —   | 2–0 |
| C. D. Tenerife     | 0–0 | 1–0 | 1–1 | 3–0 | 1–1 | 0–3 | 4–1 | 2–0 | 2–1 | 0–0 | 2–1 | 1–0 | 2–0 | 3–1 | 1–0 | —   |

## Promoción de ascenso
En la promoción de ascenso jugaron CD Sabadell CF y Levante UD como subcampeones de Segunda División. Sus rivales fueron Granada CF y UD Las Palmas como decimotercero y decimocuarto clasificado de Primera División.
Como curiosidad cabe destacar que la eliminatoria entre Granada y Sabadell se tuvo que retrasar por la participación del conjunto granadino en la Copa del Generalísimo y había que esperar que quedaran eliminados para poder jugar la promoción de ascenso. El Granada llegó a la Final y por ese motivo la eliminatoria se decidió en el mes de julio.
La promoción se jugó a doble partido a ida y vuelta con los siguientes resultados:
| 10 de mayo de 1959 | Levante UD | 1:2 | UD Las Palmas | Vallejo, Valencia            |  |
|                    |            |     |               | Asistencia: ??? espectadores |  |

| 17 de mayo de 1959 | UD Las Palmas | 1:1 | Levante UD | Insular, Las Palmas          |  |
|                    |               |     |            | Asistencia: ??? espectadores |  |

- La UD Las Palmas permanece en Primera división y el Levante UD en Segunda división.

| 28 de junio de 1959 | Granada CF | 5:0 | CD Sabadell CF | Los Cármenes, Granada        |  |
|                     |            |     |                | Asistencia: ??? espectadores |  |

| 5 de julio de 1959 | CD Sabadell CF | 1:1 | Granada CF | Cruz Alta, Sabadell          |  |
|                    |                |     |            | Asistencia: ??? espectadores |  |

- El Granada CF permanece en Primera división y el CD Sabadell CF en Segunda división.

## Promoción de permanencia
En la promoción de permanencia jugaron Deportivo Alavés y AD Rayo Vallecano del Grupo I; Hércules CF y CD Badajoz del Grupo II; y SD Arenas, Jerez CD, CD Mestalla y Turista SC como equipos de Tercera División.
La promoción se jugó a doble partido a ida y vuelta con los siguientes resultados: 
| 31 de mayo de 1959 | SD Arenas | 0:2 | Deportivo Alavés | Campo de San José, Zaragoza  |  |
|                    |           |     |                  | Asistencia: ??? espectadores |  |

| 7 de junio de 1959 | Deportivo Alavés | 1:2 | SD Arenas | Estadio de Mendizorroza, Vitoria |  |
|                    |                  |     |           | Asistencia: ??? espectadores     |  |

- El Deportivo Alavés permanece en Segunda división.

| 31 de mayo de 1959 | Turista SC | 2:2 | AD Rayo Vallecano | Campo de Barreiro, Vigo      |  |
|                    |            |     |                   | Asistencia: ??? espectadores |  |

| 7 de junio de 1959 | AD Rayo Vallecano | 6:1 | Turista SC | Campo de Vallecas, Madrid    |  |
|                    |                   |     |            | Asistencia: ??? espectadores |  |

- El AD Rayo Vallecano permanece en Segunda división.

| 31 de mayo de 1959 | CD Mestalla | 0:0 | Hércules CF | Estadio de Mestalla, Valencia |  |
|                    |             |     |             | Asistencia: ??? espectadores  |  |

| 7 de junio de 1959 | Hércules CF | 0:2 | CD Mestalla | Estadio La Viña, Alicante    |  |
|                    |             |     |             | Asistencia: ??? espectadores |  |

- El CD Mestalla asciende a Segunda división.
- El Hércules CF desciende a Tercera división.

| 31 de mayo de 1959 | Jerez CD | 0:0 | CD Badajoz | Estadio Domecq, Jerez de la Frontera |  |
|                    |          |     |            | Asistencia: ??? espectadores         |  |

| 7 de junio de 1959 | CD Badajoz | 4:0 | Jerez CD | El Vivero, Badajoz           |  |
|                    |            |     |          | Asistencia: ??? espectadores |  |

- El CD Badajoz permanece en Segunda división.

## Resumen
Campeones de Segunda División:
| - Real Valladolid Deportivo | - Elche Club de Fútbol |

Ascienden a Primera División:
| - Real Valladolid Deportivo | - Elche Club de Fútbol |

Descienden a Tercera División: 
| Grupo I - Gerona Club de Fútbol - Real Unión Club de Irún | Grupo II - Hércules Club de Fútbol - Club Deportivo Málaga - Club Deportivo Eldense |